# Erich Honecker
Erich Ernst Paul Honecker (ur. 25 sierpnia 1912 w Neunkirchen, zm. 29 maja 1994 w Santiago) – niemiecki polityk komunistyczny i I sekretarz Socjalistycznej Partii Jedności Niemiec (SED). W latach 1971–1989 przywódca Niemieckiej Republiki Demokratycznej.

## Życiorys
Syn górnika Wilhelma Honeckera (1881–1969) i Caroliny Weidenhof (1883–1963). Jako trzynastolatek za namową rodziców rozpoczął pracę w gospodarstwie rolnym, nalężącym do znajomego rodziny Wilhelma Streicha w miejscowości Neudorf na Pomorzu (obecnie Łozice k. Bobolic). Po dwóch latach wrócił do rodzinnej miejscowości, gdzie rozpoczął przyuczenie do zawodu dekarza. W 1928 wstąpił do młodzieżowej organizacji Komunistyczny Związek Młodych Niemiec, która była przybudówką Komunistycznej Partii Niemiec (KPD). W 1929 stał się członkiem tej partii. W latach 1929–1931 przebywał w ZSRR, gdzie studiował w Międzynarodowej Szkole Leninowskiej.
W 1935 został aresztowany za działalność opozycyjną wobec reżimu III Rzeszy, a w 1937 skazany przez nazistów na karę 10 lat ciężkiego więzienia za zdradę stanu. Pod koniec II wojny światowej, w 1945 został uwolniony przez Armię Czerwoną. Zamieszkał we wschodnich Niemczech. Rozpoczął wtedy na nowo działalność polityczną u boku Waltera Ulbrichta. W 1946 był jednym z pierwszych członków Niemieckiej Socjalistycznej Partii Jedności (SED) i po miażdżącym zwycięstwie tej partii w wyborach wszedł do kierownictwa w utworzonym na krótki czas parlamencie. Po utworzeniu Niemieckiej Republiki Demokratycznej był aktywnym członkiem partii, piastował między innymi stanowisko przewodniczącego organizacji młodzieżowej Freie Deutsche Jugend (FDJ). Po okresie kandydowania od 1951, w 1958 wszedł w skład Komitetu Centralnego Socjalistycznej Partii Jedności (SED).
W 1971 został przewodniczącym partii (po rezygnacji Waltera Ulbrichta), a od 1976 przewodniczącym Rady Państwa. Doprowadził do poprawy relacji z RFN i wzajemnego uznania. Wprowadził również pewne reformy liberalizujące ustrój, a w 1974 wdrożył reformę konstytucji. Z racji sprawowanych funkcji był „skoszarowany” w partyjno-rządowych osiedlach kierownictwa NRD – początkowo wokół Majakowskiring w Berlinie-Pankow, następnie na Osiedlu Leśnym pod Bernau.
W 1987 roku w czasie spotkania z Helmutem Kohlem, kanclerzem Republiki Federalnej Niemiec ustalono, że wojna nigdy więcej nie może rozpocząć się na niemieckiej ziemi. W 1989 roku w związku z pogarszającymi się warunkami życia przez NRD przetoczyła się fala protestów.
18 października 1989 Erich Honecker został odsunięty od władzy, a po upadku Muru Berlińskiego pozbawiony wszelkich funkcji państwowych i partyjnych. Na stanowisku sekretarza partii zastąpił go Egon Krenz.
Honecker postawiony został w stan oskarżenia za nadużywanie władzy i korupcję. Z powodu choroby został przyjęty do radzieckiego szpitala wojskowego w Berlinie, a potem z powodu raka wątroby przewieziony na leczenie do Związku Radzieckiego. Po rozpadzie Związku Radzieckiego w 1991 roku Erich Honecker schronił się w ambasadzie Chile w Moskwie. W 1992 roku został jednak przekazany władzom zjednoczonych Niemiec. Rozprawa sądowa rozpoczęła się po kilku miesiącach, jednak została zawieszona z powodu złego stanu zdrowia Ericha Honeckera. Taka decyzja sądu umożliwiła mu wyjazd w 1993 roku do Chile, gdzie przebywała już jego żona Margot Honecker oraz córka. Honecker zmarł 29 maja 1994 roku w Santiago de Chile. Następnego dnia jego ciało zostało poddane kremacji w krematorium na Cmentarzu Generalnym w Santiago, a po nabożeństwie pogrzebowym, urnę zabrała do domu Margot Honecker.

### Życie prywatne
Pierwszą żoną Honeckera od 1946 była Charlotte Schanuel (1903-1948), która zmarła na guza mózgu dwa lata po ślubie. W latach 1949–1953 jego żoną była działaczka SED Edith Baumann (1909–1973), z którą miał córkę Erikę (ur. 1950). W 1953 roku zawarł związek małżeński z Margot Feist. Mieli jedną córkę Sonję, która wyszła za mąż za chilijskiego historyka Leonarda Yáñeza Betancourta.